# Dienstgrade der bosnisch-herzegowinischen Streitkräfte
Dieser Artikel behandelt die Dienstgradabzeichen der bosnisch-herzegowinischen Streitkräfte der Gegenwart seit 2006.

## Dienstgrade

### Heer und Luftwaffe
| Offiziere         | Offiziere                    | Offiziere                    | Offiziere                    | Offiziere                    | Offiziere                         | Offiziere                         | Offiziere                         | Offiziere                                    | Offiziere                                    | Offiziere                                    | Offiziere        | Offiziere |
| Dienstgradgruppe  | Generale (Generalski činovi) | Generale (Generalski činovi) | Generale (Generalski činovi) | Generale (Generalski činovi) | Stabsoffiziere (Oficirski činovi) | Stabsoffiziere (Oficirski činovi) | Stabsoffiziere (Oficirski činovi) | Hauptleute / Leutnante (Podoficirski činovi) | Hauptleute / Leutnante (Podoficirski činovi) | Hauptleute / Leutnante (Podoficirski činovi) | Offizieranwärter |           |
| ----------------- | ---------------------------- | ---------------------------- | ---------------------------- | ---------------------------- | --------------------------------- | --------------------------------- | --------------------------------- | -------------------------------------------- | -------------------------------------------- | -------------------------------------------- | ---------------- | --------- |
| Schulterklappe    |                              |                              |                              |                              |                                   |                                   |                                   |                                              |                                              |                                              |                  |           |
| Dienstgrad        | kein Äquivalent              | Generalleutnant              | Generalmajor                 | Brigadegeneral               | Oberst                            | Oberstleutnant                    | Major                             | Hauptmann                                    | Leutnant                                     | Unterleutnant                                | kein Äquivalent  |           |
| Bosn. Bezeichnung |                              | General pukovnik             | General bojnik               | Brigadni general             | Brigadir                          | Pukovnik                          | Major                             | Kapetan                                      | Poručnik                                     | Potporučnik                                  |                  |           |
| NATO-Rangcode     | OF-9                         | OF-8                         | OF-7                         | OF-6                         | OF-5                              | OF-4                              | OF-3                              | OF-2                                         | OF-1                                         | OF-1                                         | OF(D)            |           |

| Unteroffiziere    | Unteroffiziere                       | Unteroffiziere                       | Unteroffiziere                       | Unteroffiziere                       | Unteroffiziere                       | Mannschaften                   | Mannschaften                   | Mannschaften                   | Mannschaften                   |
| Dienstgradgruppe  | Unteroffiziere (Podoficirski činovi) | Unteroffiziere (Podoficirski činovi) | Unteroffiziere (Podoficirski činovi) | Unteroffiziere (Podoficirski činovi) | Unteroffiziere (Podoficirski činovi) | Mannschaften (Vojnički činovi) | Mannschaften (Vojnički činovi) | Mannschaften (Vojnički činovi) | Mannschaften (Vojnički činovi) |
| ----------------- | ------------------------------------ | ------------------------------------ | ------------------------------------ | ------------------------------------ | ------------------------------------ | ------------------------------ | ------------------------------ | ------------------------------ | ------------------------------ |
| Schulterklappe    |                                      |                                      |                                      |                                      |                                      |                                |                                |                                |                                |
| Dienstgrad        | Oberstabsfeldwebel                   | Stabsfeldwebel                       | Hauptfeldwebel                       | Feldwebel                            | Unteroffizier                        | Korporal                       | Korporal                       | Gefreiter                      | Schütze                        |
| Bosn. Bezeichnung | Zastavnik 1. klase                   | Zastavnik                            | Stariji vodnik 1. klase              | Stariji vodnik                       | Vodnik                               | Kaplar                         | Kaplar                         | Vojnik 1. klase                | Vojnik                         |
| NATO-Rangcode     | OR-9                                 | OR-8                                 | OR-7                                 | OR-6                                 | OR-5                                 | OR-4                           | OR-3                           | OR-2                           | OR-1                           |